# George Stigler
George Joseph Stigler (17/01/1911-01/12/1991) là một học giả kinh tế học người Hoa Kỳ, một trong những nhân vật chủ chốt của Trường phái kinh tế Chicago cùng với người bạn thân là Milton Friedman. Ông được trao Giải Nobel Kinh tế năm 1982, Giải thưởng Nhà nước về Khoa học vào năm 1987.

## Cuộc đời
Stigler sinh ra tại Seattle, Hoa Kỳ. Ông học đại học tại Đại học Washington, cao học tại Đại học Northwestern và tiến sĩ tại Đại học Chicago. Khi học tiến sĩ, ông được Frank Knight hướng dẫn. Năm 1938, ông nhận học vị tiến sĩ kinh tế học. Trong thời gian Chiến tranh thế giới thứ hai, ông làm ở Đại học Colombia và tham gia Dự án Manhattan với tư cách là nhà nghiên cứu về toán học và thống kê. Năm 1959, ông quay về Đại học Chicago làm giảng viên.
Năm 1964, ông làm Chủ tịch Hội Kinh tế học Hoa Kỳ.

## Sự nghiệp
Lĩnh vực nghiên cứu chủ yếu của Stigler là sử kinh tế và lý thuyết tổ chức ngành. Trong lĩnh vực lý thuyết tổ chức ngành, Stigler là một trong những học giả đã phê phán trường phái Harvard vốn là chủ lưu trong thời kỳ nửa đầu thế kỷ 20. Ông cho rằng nếu cơ cấu thị trường tập trung quá mức sẽ gây kém hiệu suất. Ông đề cao cơ chế giá thị trường và dự tính duy lý. Stigler cũng nổi tiếng với lý luận về một cơ chế trong đó các quy chế để bảo vệ người tiêu dùng sẽ vô tình trở thành quy chế bảo hộ người sản xuất. Ông cho rằng nên coi trọng cơ cấu thị trường hơn là các quy chế.

## Trước tác
- (1941) Production and Distribution Theories: The Formative Years. New York: Macmillan. Chapter-preview links.
- (1961). "The Economics of Information," Journal of Political Economy, June. (JSTOR)
- (1962). The Intellectual and the Marketplace. Selected Papers, no. 3. Chicago: University of Chicago Graduate School of Business.
- (1963). (With Paul Samuelson) "A Dialogue on the Proper Economic Role of the State." Selected Papers, no.7. Chicago: University of Chicago Graduate School of Business.
- (1963). Capital and Rates of Return in Manufacturing Industries. National Bureau of Economic Research, Princeton, N.J.: Princeton University Press.
- (1965). Essays in the History of Economics. Chicago: University of Chicago Press.
- (1970). (With J.K. Kindahl) The Behavior of Industrial Prices. National Bureau of Economic Research, New York: Columbia University Press.
- (1971). "The Theory of Economic Regulation." Bell Journal of Economics and Management Science, no. 3,các trang 3–18.
- (1975). Citizen and the State: Essays on Regulation.
- (1982). "The Process and Progress of Economics,"PDF Nobel Memorial Lecture, 8 December (with bibliography).
- (1982). The Economist as Preacher, and Other Essays. Chicago: University of Chicago Press.
- (1983).  The Organization of Industry.
- (1985). Memoirs of an Unregulated Economist, autobiography.
- (1986). The Essence of Stigler (ISBN 0-8179-8462-3) essays edited by Kurt R. Leube.
- (1987). The Theory of Price, Fourth Edition. New York: Macmillan.
- (1988), ed. Chicago Studies in Political Economy.